# (10262) Samoilov
(10262) Samoilov es un asteroide perteneciente al cinturón de asteroides, descubierto el 3 de octubre de 1975 por la astrónoma soviética Liudmila Chernyj desde el Observatorio Astrofísico de Crimea (República de Crimea, Rusia).

## Designación y nombre
Designado provisionalmente como 1975 TQ3. Fue nombrado en homenaje al actor ruso Yevgeny Samoylov.